# IPhone 3G
De iPhone 3G is een smartphone ontworpen en op de markt gebracht door Apple Inc.
Op 9 juni 2008 kondigde Apple op de WWDC-conferentie het toestel aan.
Vanaf 11 juli 2008 was dit model verkrijgbaar in 70 landen, in Nederland via T-Mobile, in België via Mobistar en in Luxemburg via zowel VOX als LuxGSM. Het toestel werd ook door Apple Premium Resellers verkocht. Een jaar later was de iPhone 3G verkrijgbaar in meer dan 80 landen.
Na de introductie van de iPhone 3GS was van de iPhone 3G tot 4 juni 2010 alleen het zwarte 8GB-model nog te koop.

## Functies
Deze versie van de iPhone die op 9 juni 2008 tijdens de WWDC werd geïntroduceerd, had een verbeterde e-mailfunctionaliteit, beveiliging voor ouders, assisted gps, een betere processor, een niet-verzonken hoofdtelefoonaansluiting en een verlengde stand-bytijd. De 3G in de naam betekent niet dat dit de derde versie van de telefoon was (het was namelijk de tweede versie), maar dat deze telefoon gebruik maakte van het 3G-netwerk. Daardoor werd breedbandinternetten nu ook mogelijk op de iPhone.
Deze iPhone werd met iOS 2.0 uitgerust. Ook werd MobileMe geïntroduceerd, deze online dienst zorgt dat e-mail, adresgegevens, agenda's en foto's draadloos gesynchroniseerd worden met de Mac of pc, iPhone en de MobileMe-server. Deze iPhone lag vanaf 11 juli 2008 in de winkels. Een karakteristieke eigenschap van de iPhone is de "App Store" van producent Apple. Hier kan men extra programma's downloaden voor het gebruik op de iPhone. Veel applicaties zijn gratis, maar voor de betaalde varianten ontvangt Apple als aanbieder 30% van de opbrengst en de producenten de overige 70%. Binnen de eerste maand werden 60 miljoen applicaties gedownload (een omzet van 30 miljoen dollar).
De iPhone 3G is sinds de introductie van de iPhone 3GS alleen maar in het zwart verkrijgbaar in een 8GB-editie. Daarvoor was de iPhone 3G ook beschikbaar in het wit voor de 16GB-versie.

## Specificaties
| Scherm                | Beelddiagonaal van 3,5" (8,9 cm), resolutie van 480 bij 320 pixels. Scherm gebruikt een multi-touch touchscreentechnologie. Met 165 ppi. |
| Grootte               | 115,5 × 62,1 × 12,3 mm |
| Gewicht               | 133 gram |
| Besturingssysteem     | Aangepaste versie van Mac OS X iPhone OS 2.0 (voorgeïnstalleerd) t/m iOS 4 (4.2.1)                                                       |
| Verbindingen          | Met de computer via een 30 pins-iPod-dockconnector, wifi, Bluetooth.                                                                     |
| Netwerken             | GSM (850/900/1800/1900 MHz), Data GPRS/EDGE (Tot 220 Kbps), UMTS/HSDPA (850, 1900, 2100 MHz)                                             |
| Geheugen              | 8 of 16 GB intern, niet uitbreidbaar geheugen                                                                                            |
| Batterij              | Ingebouwd. 5 - 9 uur bel-, 5 - 6 uur internet-, 10 uur videotijd, 30 uur voor enkel audio. In stand-by: 300 uur.                         |
| Camera                | 2 megapixel, foto |
| Kleur                 | Zwart (8, 16 GB), Wit (16 GB) |
| Levering              | 11 juli 2008 - 19 juni 2010 (bij lancering van de iPhone 3GS alleen nog de versie 8GB Zwart)                                             |
| Versie                | Wordt geleverd met Firmware iPhone OS 2.2.1 Vanaf 17 juni 2009 met iOS 4 en sinds heden met 4.2.1                                        |
| Standaard             | iPhone OS 2.0 |
| Huidige ondersteuning | iOS 4.2.1 (per 22 november 2010 en tevens de laatste ondersteunende update voor de iPhone 3G)                                            |